# Риу-де-Моиньюш (Аркуш-де-Валдевеш)
Риу-де-Моиньюш (порт. Rio de Moinhos) — район (фрегезия) в Португалии, входит в округ Виана-ду-Каштелу. Является составной частью муниципалитета Аркуш-де-Валдевеш. По старому административному делению входил в провинцию Минью. Входит в экономико-статистический субрегион Минью-Лима, который входит в Северный регион. Население составляет 499 человек на 2001 год. Занимает площадь 4,10 км².